# Rhynchokarlingia pomazkovae
Rhynchokarlingia pomazkovae är en plattmaskart som beskrevs av Timoshkin 2004. Rhynchokarlingia pomarkovae ingår i familjen Rhynchokarlingiidae och lever i Bajkalsjön.